# Златно теле (књига)
За чланак о екранизацији ове књиге, погледајте Златно теле.
„Златно теле“ (рус. Золотой телёнок) је сатирични роман совјетских списатеља, Иљфа и Петрова, писан средином 30-их година 20. века. Припада циклусу сатиричних романа ових аутора, који су међу реткима успели да „преваре“ совјетску цензуру и буду објављени у време Стаљинове владавине. Од њихових романа истичу се „Дванаест Столица“ и „Нова Шехерезада“. Роман је доживео своју екранизацију у облику мини-серије у којој је главна улога поверена Олегу Мењшикову. Од 2010. године, представа у режији Горана Марковића, а по мотивима овог романа, изводи се у Народном позоришту, а главна улога је поверена Милану Гутовићу.

## Заплет романа
Главни јунак овог романа је Остап Бендер, кога је читалац могао да упозна и у „Дванаест столица“, који наставља да се бави „великим комбинацијама“ како би опстао у мутним временима совјетских реформи.
Упознаје Дмитрија Балаганова, који му је чак и нека врста колеге, с тим што он ради у оквиру свог еснафа Синови Поручника Шмита и тако успева да преживи. Касније им се придружује и бивши робијаш Адам Козљевич, као и Паниковски, бивши син поручника Шмита, који је избачен из еснафа, јер је прекршио конвенцију. Циљ ове групе је јасан, опљачкати Александра Корејка, који је нелегално згрнуо милионе рубаља од пропалих друштвених улагања. Бендер се нада да ће коначно испунити свој животни сан и побећи у Рио де Жанеиро.